# Macrocera kerteszi
Macrocera kerteszi är en tvåvingeart som beskrevs av Lundstroem 1911. Macrocera kerteszi ingår i släktet Macrocera och familjen platthornsmyggor.
Artens utbredningsområde är Rumänien. Inga underarter finns listade i Catalogue of Life.